# Форум Холиториум
Форум Холиториум (на латински: Forum Holitorium) е зеленчуковият пазар в Рим.
Намирал се на площад между хълма Капитолий, Театър на Марцел, Тибър и старата портa на Рим Portus Tiberinus.
През републиканския период на него били построени храмовете на:
- Пиетас (построен от Маний Ацилий Глабрион, консул 191 пр.н.е.)
- Юнона Соспита
- Янус
- Спес

Адрес:
Via del Teatro Marcello
00186 Roma